# Dapéoua
Dapéoua est une localité située au sud-ouest de la Côte d'Ivoire, et appartenant au département de Soubré, dans la Région du Bas-Sassandra. La localité de Dapéoua est un chef-lieu de commune.